# Geoendomychus flavinodis
Geoendomychus flavinodis es una especie de coleóptero de la familia Endomychidae.

## Distribución geográfica
Habita en Sumatra Indonesia.